# Bob Hilliard
Bob Hilliard (28 janvier 1918, New York - 1er février 1971, Hollywood) était parolier américain.